# Richonell Margaret
Richonell Margaret (Heerhugowaard, 7 luglio 2000) è un calciatore surinamese con cittadinanza olandese, attaccante del Go Ahead Eagles e della nazionale surinamese.

## Caratteristiche tecniche
È una punta centrale veloce e molto tecnica, ha un ottimo controllo di palla e può giocare anche da falso nueve. Per le sue caratteristiche e la versatilità che gli permette di essere impiegato in tutti i ruoli del tridente offensivo, viene paragonato a Roberto Firmino.

## Carriera

### Club
Di origini surinamesi, Margaret muove i primi passi nel piccolo club locale del De Foresters prima di entrare a far parte dell'Academy dell'Ajax nel 2008. Con la maglia dei lancieri si è messo in mostra come uno dei migliori talenti del settore giovanile, ma nel 2017 alcuni infortuni ne hanno rallentato la crescita, facendolo finire ai margini del club.
Il 18 giugno 2018 è stato acquistato a titolo definitivo dal Vitesse, con cui ha sottoscritto un accordo triennale.
Dopo una prima parte di stagione trascorsa con la formazione U19, a partire da gennaio è stato aggregato con maggior frequenza dalla prima squadra oltre a giocare per la seconda squadra. Ha esordito fra i professionisti il 18 gennaio 2019 disputando l'incontro di Eredivisie vinto 3-2 contro l'Excelsior.
Nel luglio del 2019 ha firmato un contratto triennale con l'AZ Alkmaar.
Nell'agosto del 2021 è stato ceduto in prestito al TOP Oss; al termine della stagione 2021-2022 non è stato riscattato, rimanendo temporaneamente svincolato, ma nel settembre 2022 è stato nuovamente ingaggiato dal TOP Oss.

### Nazionale
Nel 2025 ha esordito in nazionale; sempre nel medesimo anno ha anche partecipato alla CONCACAF Gold Cup.